# Hohenahr
Hohenahr är en kommun i Lahn-Dill-Kreis i Regierungsbezirk Gießen i förbundslandet Hessen i Tyskland. Kommunen bildades 1 april 1972 genom en sammanslagning av de tidigare kommunerna Erda, Hohensolms och Ahrdt. Großaltenstädten uppgick i Hohenahr 1 juli 1972 följt av Altenkirchen und Mudersbach 1 januari 1977.